# Loc-Eguiner-Saint-Thégonnec
Loc-Eguiner-Saint-Thégonnec è stato un comune francese del dipartimento dell'Ille-et-Vilaine nella regione della Bretagna. Dal 1º gennaio 2016 si è fuso con il comune di Saint-Thégonnec per formare il nuovo comune di Saint-Thégonnec Loc-Eguiner di cui è divenuto comune delegato.

## Società

### Evoluzione demografica
Abitanti censiti